# San Giuliano Milanese
San Giuliano Milanese é uma comuna italiana da região da Lombardia, província de Milão, com cerca de 32.814 (2003) habitantes. Estende-se por uma área de 30,40 km², tendo uma densidade populacional de 1079,40 hab/km².
Faz fronteira com San Donato Milanese, Mediglia, Locate di Triulzi, Colturano, Carpiano, Melegnano; e é a penultima comuna antes de chgar em Milão, vindo de Sul.

## Demografia
| Variação demográfica do município entre 1861 e 2011                               |
|                                                                                   |
| Fonte: Istituto Nazionale di Statistica (ISTAT) - Elaboração gráfica da Wikipedia |